# Esentepe, Ortaköy
Esentepe là một xã thuộc huyện Ortaköy, tỉnh Çorum, Thổ Nhĩ Kỳ. Dân số thời điểm năm 2010 là 63 người.